# Rogue Trooper (Computerspiel)
Rogue Trooper ist ein Videospiel für Windows, PlayStation 2 und Xbox, welches auf der gleichnamigen Comicstrip-Reihe aus 2000 AD basiert. Im Frühling 2009 erschien auch eine verbesserte Version für Nintendos Wii.
Mit Rogue Trooper Redux erschien 2017 eine Remaster-Fassung für Microsoft Windows, PlayStation 4, Xbox One und Nintendo Switch.

## Handlung
Nu-Earth befindet sich im Kriegszustand. Die GIs sind genmanipulierte Soldaten der Souther, welche sich im Krieg mit den Northern befinden. Durch einen Verrat aus eigener Reihe werden die GIs bis auf einen Einzigen dezimiert. Dieser versucht nun den Verräter ausfindig zu machen. Hilfe erhält er von seinen drei körperlich toten Freunden Gunnar, dessen Biochip er in seine Waffe integriert hat, von Helm, dessen Chip er in seinen Helm integriert und der ihn mit Informationen versorgt, sowie von Bagman, dessen Chip er in seinen Rucksack eingebaut hat und der für ihn neue Gegenstände aus Altmaterial, basteln kann, welches der Spieler unterwegs aufsammelt.

## Spielprinzip
Das Spiel wird aus der Verfolgerperspektive gespielt. Meistens kann man wahlweise lautlos oder brachial vorgehen. Die Waffenauswahl reicht vom Scharfschützengewehr mit Schalldämpfer bis hin zum Raketenwerfer. Während des Spiels geben einem die in die Ausrüstung integrierten Kameraden Hinweise, beschweren sich oder es wird Smalltalk gehalten, was dem ganzen etwas Einzigartiges verleiht. Der Spieler ist in der Lage, Hechtrollen auszuführen, um somit Beschuss auszuweichen, Minen zu legen oder sein MG als stationäres Geschütz zu verwenden.

## Rezeption
Der Beginn des Spiels sei faszinierend, leider lasse der Titel mit zunehmender Spielzeit stark nach. Die Motivation bleibe dennoch erhalten, da das Spieldesign clever ist und dem Spieler die Wahl zwischen Frontalangriff und Ablenkungsmanöver mit Schleichtaktik lasse. Das Spiel wirke dennoch altbacken und sei im Kern technisch nur durchschnittliche Action. Die Interaktion mit Waffe, Helm und Rucksack werde nicht konsequent genug verfolgt und die Sidekicks verlören an Leichtigkeit. Ein markanter Antagonist fehle.